# 大柳葵理絵
大柳 葵理絵（おおやなぎ きりえ）は、日本の雑誌編集者。海外セレブリティWebマガジン「FRONT ROW」の編集長。
日本初のセレブリティ専門誌「GOSSIPS」編集長を務めた経験から、その知識を生かしてテレビ・ラジオ出演も行っており、セレブリティ情報のトークや企画監修を行う。（株）オウトグラフ プロダクション所属。

## 来歴・人物
2007年に、日本初の海外セレブリティ専門誌「GOSSIPS」創刊とともに編集長に就任。「GOSSIPS」が特別編集をしている海外セレブリティの増刊ムック本や書籍でも編集長を務める。
日本一の売り上げを誇るセレブリティ専門誌「GOSSIPS」編集長としてセレブリティの知識が豊富で、海外の流行の情報にも強い。「GOSSIPS」はアメリカの三大タブロイド誌の一つであるUs Weekly誌と独占提携を結んでおり、大柳が持つ海外とのコネクションは強く、セレブリティ本人やプレミア、アワードでの豊富な取材経験からハリウッドの舞台裏の事情にも詳しい。よくテレビでハリウッドの裏事情を明かしている。
2017年より「FRONT ROW」の編集長に就任した。

## テレビ・ラジオへの出演
海外セレブリティ情報の第一人者としてゴシップ、ファッション、美容、トレンドなど多ジャンルの情報に精通していて、テレビ・ラジオ界で広く活躍している。
民放初出演となった『ホンマでっか!?TV』（フジテレビ）ではエプソムソルトやクコの実、蛇毒コスメなどを紹介して話題に。それ以降もテレビ出演は続き、朝の情報番組からゴールデンタイムのバラエティ番組まで多くの番組に出演している。コメンテーターに留まらず、番組の企画構成や監修にたずさわることもある。現在は情報バラエティ番組『PON!』（日本テレビ）の月1回火曜日レギュラーとしてセレブリティコーナー「ゴシッPON!」を担当している。
また最近では、海外セレブリティの専門家としてセミナーにも招待され講演を行っている。

## 出演番組
以下の番組でコメンテーター、情報提供、企画監修などを担当。
- ザ・ベストハウス123 （フジテレビ）　セレブリティの波乱万丈な半生を追った『お騒がせセレブリティシリーズ』を監修
- 世界まる見え!テレビ特捜部 （日本テレビ）　レッドカーペットの舞台裏などについてコメント
- ノンストップ! （フジテレビ）
- PON!（日本テレビ）　コメンテーターとして、ゴシップ、ファッション、美容情報などを紹介
  - 2014年4月 - 2015年9月：水曜日コメンテーター
  - 2015年10月 - 2016年3月：木曜日「ゴシッPON!」担当
  - 2016年4月 - ：火曜日「ゴシッPON!」担当（月1回）
- ホンマでっか!?TV（フジテレビ）　評論家の一人として出演
- めざましテレビ （フジテレビ）　アカデミー賞レッドカーペットドレスのトレンドなどについてコメント
- ZIP! （日本テレビ）
- スッキリ!! （日本テレビ）
- 今すぐ使える豆知識 クイズ雑学王 （テレビ朝日）
- サンデースクランブル （テレビ朝日）
- アカデミー賞事件簿 （WOWOW）
- ザ・プライムショー（WOWOW）
- ANIMO! （Fm yokohama）
- テリー伊藤のってけラジオ （ニッポン放送）
- 〜JK RADIO〜TOKYO UNITED（J-WAVE）
- アッコにおまかせ（TBSテレビ）